# Мардар, Михаил Алексеевич
Михаил Алексеевич Мардар (7 [20] ноября 1911, Афанасьевка, Херсонская губерния — 20 января 1945, Малопольское воеводство) — участник Великой Отечественной войны, заместитель командира пулемётного отделения 894-го стрелкового полка (211-я стрелковая дивизия, 38-я армия, 4-й Украинский фронт), младший сержант. Герой Советского Союза.

## Биография
Родился 7 (20) ноября 1911 года в селе Афанасьевка Российской империи (ныне Снигирёвского района Николаевской области Украины) в семье крестьянина. Украинец. По другим данным родился в селе Врадиевка Врадиевского района Николаевской области.
Окончил 5 классов. Работал в колхозе. С августа 1941 по март 1944 года находился на временно оккупированной немцами территории.
После освобождения района от гитлеровцев — в марте 1944 года был призван в Красную Армию, на фронте — с апреля 1944 года. В составе 894-го стрелкового полка 211-й стрелковой дивизии 38-й армии воевал на 1-м и 4-м Украинских фронтах. Участвовал в Проскуровско-Черновицкой, Львовско-Сандомирской и Карпатско-Дуклинской наступательных операциях. Особо отличился в январе 1945 года во время боёв в западных Карпатах.
Заместитель командира пулемётного отделения младший сержант Михаил Мардар в районе города Горлице (Польша) 17 января 1945 года, действуя в составе пулемётной роты, выдвинулся вперёд боевых порядков подразделения и уничтожил миномётный расчёт противника. Во время вражеской контратаки пулемётным огнём он уничтожил более 40 гитлеровцев и удержал мост через реку Бяла.
20 января в районе города Новы-Сонч (Польша) он вновь участвовал в отражении контратаки врага у моста через реку Дунаец. Подпустив пехоту противника на близкое расстояние, младший сержант Мардар открыл огонь из пулемёта, нанеся неприятелю большой урон в живой силе. На поддержку пехоте гитлеровцы бросили танки с десантом автоматчиков. Один из них двигался на позицию Мардара. Пулемётчик открыл интенсивный огонь, уничтожив более 30 вражеских солдат и офицеров. Даже оставшись один, он не покинул позицию и продолжал вести бой. Без поддержки пехоты танк повернул обратно. В разгар боя к Мардару подкрался немецкий автоматчик и забросал его гранатами. Мардар при этом погиб.
Был похоронен в городе Новы-Сонч.

## Награды
- Указом Президиума Верховного Совета СССР от 23 мая 1945 года за мужество, отвагу и героизм, проявленные в борьбе с немецко-фашистскими захватчиками, младшему сержанту Мардару Михаилу Алексеевичу посмертно присвоено звание Героя Советского Союза.
- Награждён орденом Ленина.

## Память
- На Аллее Славы во Врадиевке Герою установлен бюст[1].